# CornerShot
CornerShot je posebna priprava, ki v kombinaciji z različnim sodobnim strelnim orožjem omogoča streljanje okrog vogalov. Izdeluje ga izraelsko podjetje Corner Shot Holdings, LLC od leta 2000, izumil pa ga je izraelski bivši vojaški inštruktor Amos Golan.

## Opis in delovanje
S pojavom globalnega problema terorizma so se v svetu pojavile potrebe po revolucionarnih orožjih in opremi, ki bi varnostnim silam omogočile kar se da varno spopadanje s teroristi. V Izraelu, ki se že od same ustanovitve lastne države zapleta v spopade, od katerih je večina urbanega bojevanja so v začetku tretjega tisočletja ugotovili, da je cena človeškega življenja previsoka, da bi ga tvegali. Tako so razvili sistem, ki omogoča montažo različnega že obstoječega orožja ter je opremljen z vsemi sodobnimi taktičnimi pripomočki (baterijska svetilka, naprave za nočno opazovanje, laserski namerilnik) ter videokamero, ki strelcu omogoča opazovanje in ognjeno delovanje iz varnega položaja. Preko sistema vzvodov strelec s pritiskom na sprožilec sistema CornerShot aktivira sprožilec orožja, na cilj pa nameri preko videonadzornega sistema, ki ima vgrajeno namerilno napravo. Prednji del sistema je nasajen na posebnih tečajih, ki omogočajo zasuk za 60º po horizontalni osi.

## Modeli
Osnovni model je prilagojen prektično vsem sodobnim polavtomatskim pištolam različnih kalibrov in se imenuje CornerShot CMS. Poleg tega sistema je na voljo tudi sistem, ki ima nameščen bombomet kalibra 40 mm. Ta se imenuje CornerShot 40, poleg tega pa je na voljo tudi različica CornerShot APR (Assault Pistol Rifle), ki ima nameščeno posebno jurišno pištolo v kalibru jurišne puške. Tovrstno orožje kombinira velikost pištole in močan naboj jurišne puške, nameščena na sistemu CornerShot pa omogoča streljanje na do 250 metrov oddaljene cilje.
Leta 2004 je podjetje predstavilo še protioklepni sistem CornerShot Panzerfaust (ali CornerShot CSP), ki je izdelan za uporabo sodobnega protioklepnega sistema Panzerfaust in, ki omogoča zasuk prednjega dela sistema za 90º. 